# Modern dans

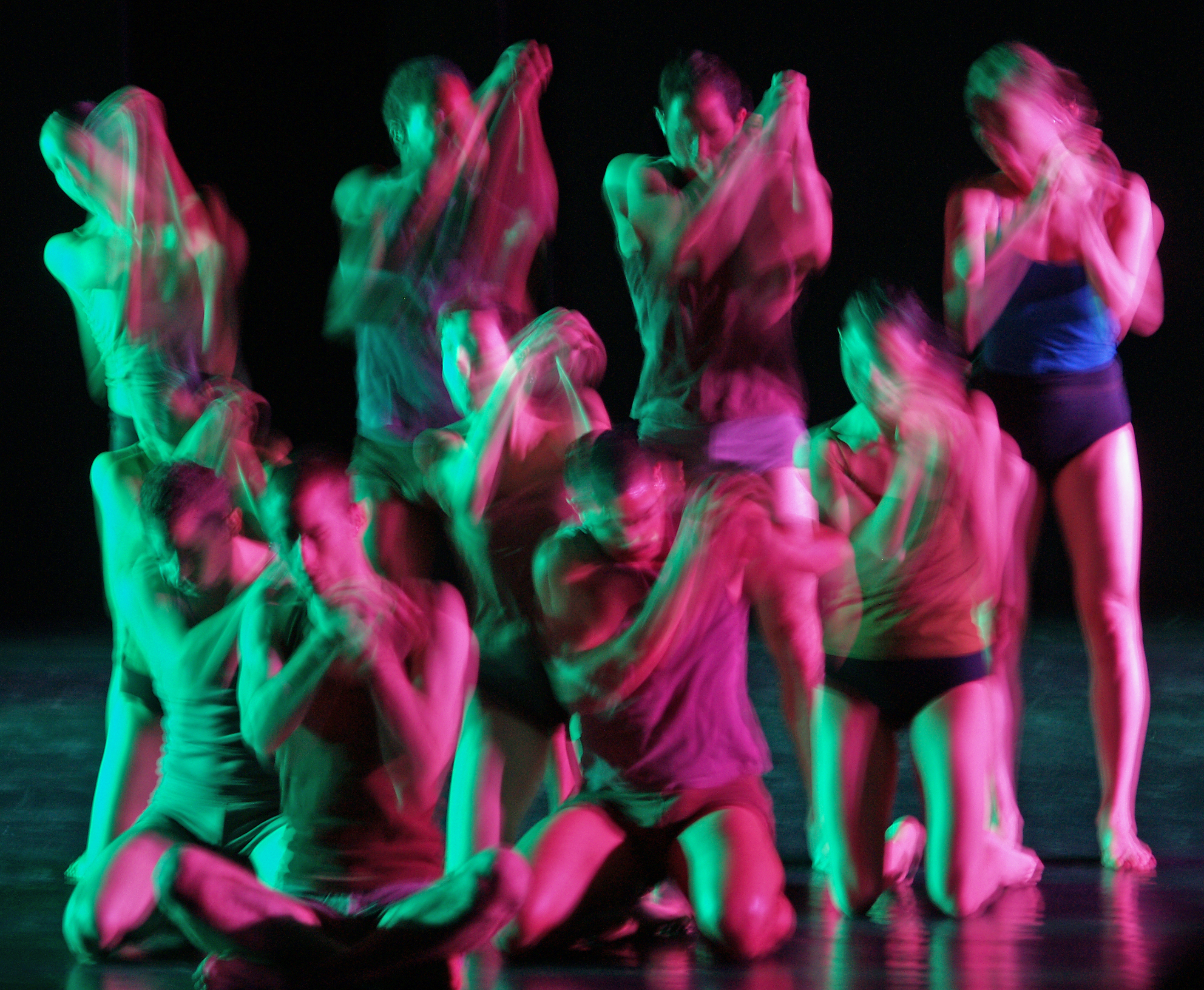
Batsheva Dance Company

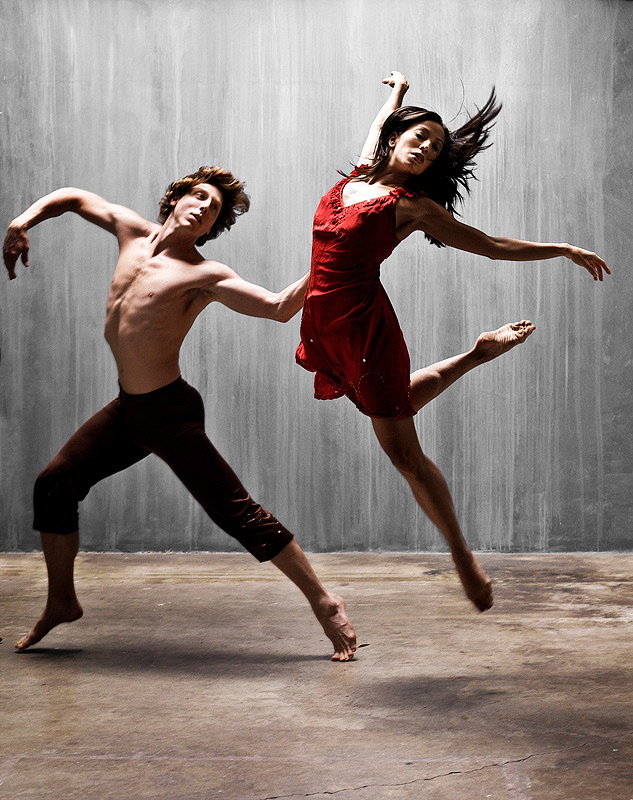

Modern dans eller fridans är en samlingsbeteckning på en rad dansstilar som under 1900-talet och 2000-talet legat i fokus för den sceniska konstnärliga dansens utveckling. Till skillnad från den klassiska baletten, som är stram och hållen, och jazzdansen, som är rytmisk och showig, betonar de moderna dansformerna ett friare och mindre regelstyrd rörelsevokabulär.

## Om modern dans
Begreppet "modern dans" syftar ofta på hela perioden från 1900 till vår tid, medan "fridans" (eng. "expressionist dance" eller "free dance", tyska "Ausdruckstanz" eller "neuer Tanz") ofta syftar på den tidiga radikalt revolutionära perioden mellan 1900 och andra världskriget, även om terminologin är varierande.
Modern dans är förknippad med golvkontakt, "tyngd" i dansrörelserna, och med experiment med kropp, rum och musik. Skolbildningar inom den moderna dansen brukar ha särskilda filosofier eller betoningar för dansen, såsom naturlighet, andning, spänning/avslappning etc. Den moderna dansen eller så kallad fridans uppstod i slutet av 1800-talet i protest mot baletten, som har fasta regler och rörelsemönster. Kvinnorna, som inte fick vara med och uppträda tidigare började göra uppror, tills de också fick rätt att dansa, och så småningom blev det kvinnor som fick stå i centrum av rampljuset. Det finns många olika stilar inom modern dans, man kan nästan säga att nuförtiden finns det lika många stilar som koreografer. Fridans kan även blandas med andra stilar, influenser från cirkus, jazz eller annat.
Betydelsefulla personer i den moderna dansens utveckling är bland annat Isadora Duncan, Martha Graham, Ruth St. Denis, Rudolf von Laban, Kurt Jooss, Merce Cunningham, Loie Fuller och Mary Wigman. Några viktiga svenskar är Birgit Cullberg, Birgit Åkesson, Mats Ek, Margaretha Åsberg, Per Jonsson och Efva Lilja.
Modern dans har fått ett stort genombrott och många unga och lite äldre börjar dansa hiphop/streetdance eller discodans. Ett flertal olika dansskolor finns för olika stilar och åldrar.
Vid sidan av de klassiska balettkompanierna har det världen över uppstått olika former av danskompanier för tillfälliga samarbeten eller långvariga professionella föreställningsverksamheter. Vissa är renodlade fridansare, andra kombinerar delar från klassisk balettskolning med moderna dansuttryck.

## Danskompanier för modern dans i Sverige
- Cullbergbaletten
- Cramérbaletten
- Skånes Dansteater
- Stockholm 59° North
- Moderna dansteatern
- Norrdans

## Scener för modern dans i Sverige
- Atalante, Göteborg
- Dansens hus, Stockholm
- Dansstationen, Malmö
- Skånes Dansteater, Malmö
- Moderna Dansteatern, Stockholm
- Dansmuseet, Stockholm
- Kulturhuset Stadsteatern, Stockholm
- Weld, Stockholm